# Paleis van de Prefectuur (Napels)

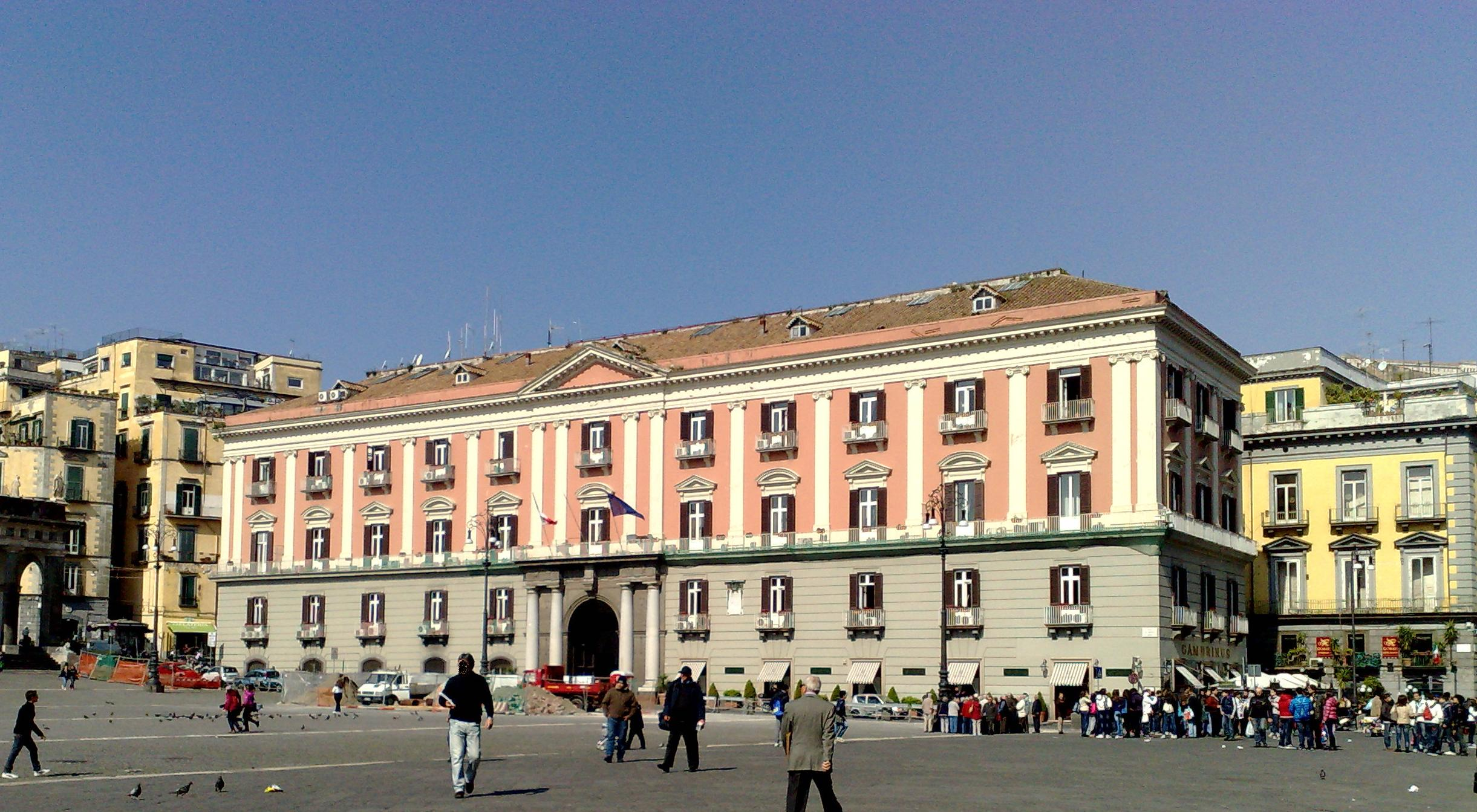
Paleis van de Prefectuur, Napels

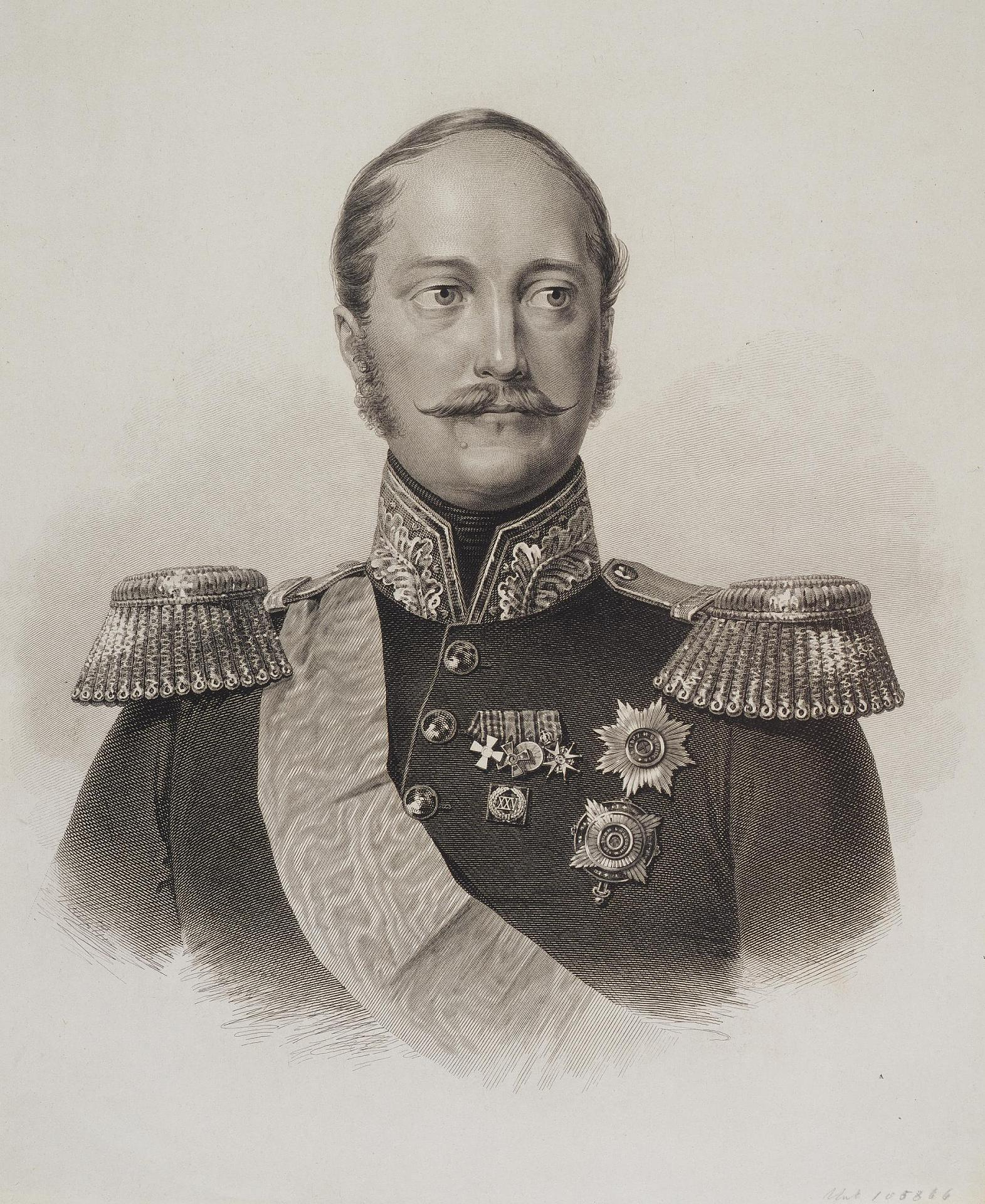
Nicolaas I van Rusland verbleef in het gastenverblijf.

Het paleis (1813-1818) van de prefectuur van Napels bevindt zich aan de Piazza del Plebiscito, in de wijk San Ferdinando van deze Zuid-Italiaanse stad. De stijl is neoclassicistisch. Het paleis van de prefectuur heeft als grondplan een trapezium. In 1860 riepen de Napolitanen vanuit het paleis de aanhechting bij Italië uit. Aan het plein staan ook het voormalige koninklijk paleis en de basiliek Franciscus van Paola. 

## Naam
De naam van Paleis van de Prefectuur, in het Italiaans Palazzo della Prefettura di Napoli, dateert van de tijd van het koninkrijk Italië onder het Huis Savoye. 
Initieel droeg het gebouw de naam Palazzo Nuovo a destra della Regia, wat betekent het Nieuw Paleis aan de rechterzijde van het koninklijk paleis. 
Nadien droeg het de naam Foresteria Reale of koninklijk guesthouse.

## Historiek
Sinds de middeleeuwen stond op deze plek het klooster Santo Spirito, een klooster van dominicanen. Tijdens de napoleontische bezetting van Napels liet koning Jozef Bonaparte het klooster afbreken. Zijn plan was om aan de voorkant van het koninklijk paleis een breed plein aan te leggen. Zijn opvolger, koning Joachim Murat, startte met de aanleg van het plein, dat zijn naam zou dragen: Foro Murat. Architect Leopoldo Laperuta kreeg de opdracht een halve cirkel van monumentale gebouwen en zuilengalerijen aan te leggen rond het paleis. Zo ver kwam het niet. Het Napoleontische regime stortte in na de Slag bij Waterloo (1815).  De werken aan het paleis lagen stil.
De dynastie der Bourbons kwam terug op de troon. Koning Ferdinand I der Beide Siciliën beval de architect de werken voor te zetten, doch zonder de zuilengalerijen. In 1818 was het paleis klaar. Tot 1823 was het de zetel van het ministerie van Buitenlandse Zaken der Beide Siciliën. Doch koning Ferdinand I had een ander plan met het gebouw: aangezien het naast zijn paleis stond, moest het een residentie worden voor buitenlandse vorsten op visite bij hem. Om er een gastenverblijf van te maken, onderging het pand daarom verfraaiingswerken en kreeg het luxueuze interieurs. Antonio Niccolini, de hofarchitect, was verantwoordelijk voor de werken van herinrichting (1823-1826). Tsaar Nicolaas I was de meest bekende vorst die lange tijd in het gastenverblijf van het Hof van Bourbon verbleef.
In 1860 sloot het koninkrijk der Beide Siciliën aan bij het koninkrijk Italië, onder bestuur van het huis Savoye. Het gunstig resultaat van de volksraadpleging voor aansluiting werd afgekondigd op het balkon van de eerste verdieping (1860). Sindsdien draagt het plein voor het koninklijk paleis de naam van Piazza del Plebiscito of Plein van de Volksraadpleging.
Het voormalig gastenverblijf van de Bourbons werd vanaf 1862 het kantoor van de prefect van Napels en zijn administratie. Op het gelijkvloers aan de kant van de Piazza Trieste e Trento is het Caffè Gambrinus gelegen. Dit opende zijn deuren in 1890. Het is een ontmoetingsplaats voor muzikanten, schilders en politici. 